# Gärdesskolan

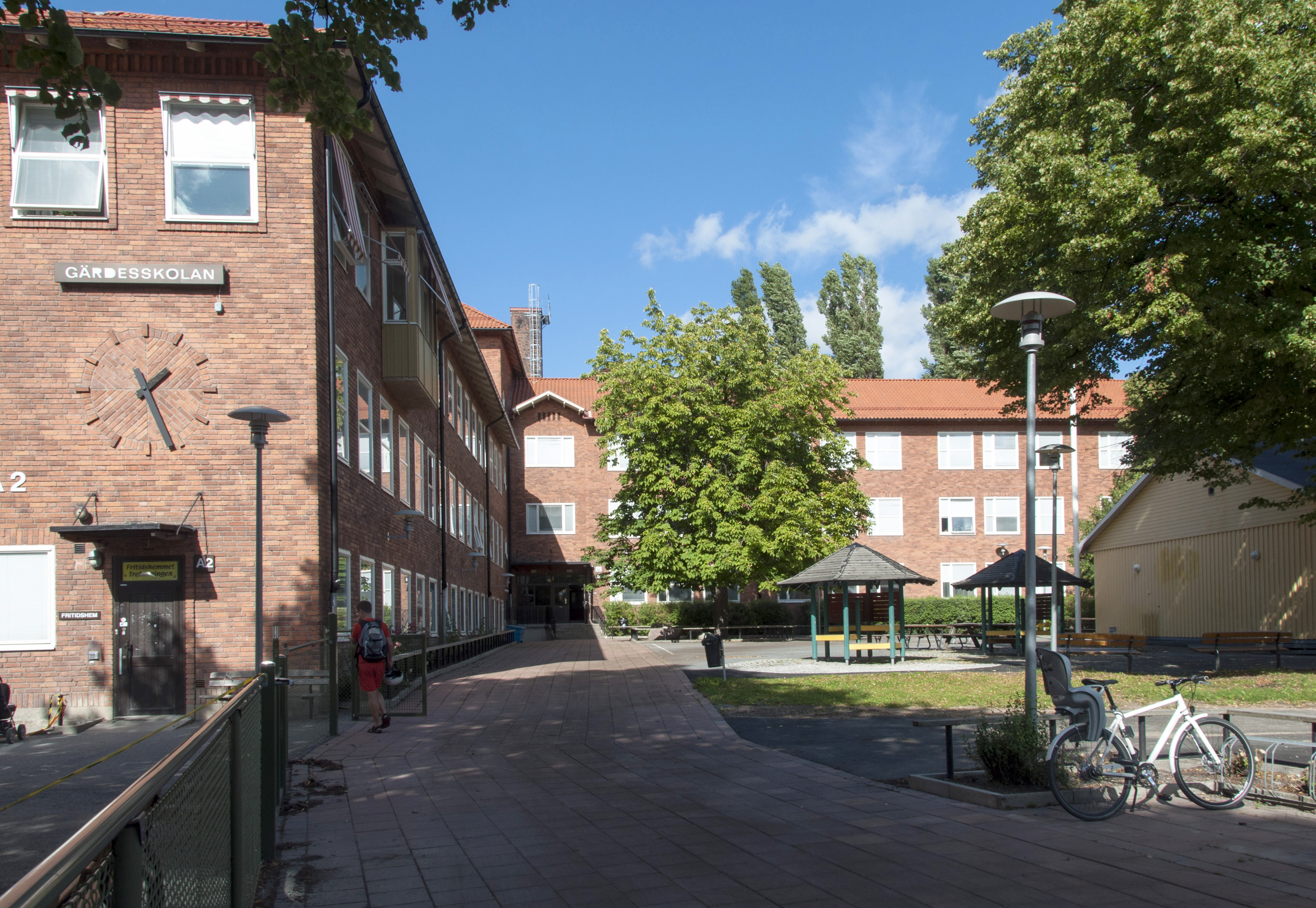
Gärdesskolan.

Gärdesskolan är en kommunal grundskola, F-9, som ligger på Banérgatan 56 på Gärdet i Stockholm. 
På skolan finns cirka 1 000 elever och 150 anställda.

## Byggnaden
Gärdets folkskola (namnet ändrades på 1960-talet) började byggas 1944 efter ritningar av arkitekten Paul Hedqvist och invigdes i augusti 1945. Byggnaderna har röd tegelfasad och vita fönsterlister. Vid skolgården ligger även Gärdeshallen. Östermalms stadsbiblioteks gamla lokaler inhystes tidigare i Gärdesskolans nuvarande matsal. Skolan hade ursprungligen plats för 1 300 elever. 

## Historia
Gärdesskolan var en av flera stora skolbyggnader som uppfördes i Stockholm under mitten av 1940-talet. Östermalms folkskola på Linnégatan 54 på räckte inte till för det växande antalet barn i det relativt nybyggda bostadsområdet Gärdet, norr om Valhallavägen. Staden betalade 1,8 miljoner kronor, motsvarande 62,50 kronor per kvadratmeter, till säljaren Djurgårdskommissionen.
Byggkostnaden beräknades till 3,6 miljoner kronor, varav regeringen beviljade drygt 2,5 miljoner i statsbidrag.
Inför invigningen beskrev Dagens Nyheter den nya skolan som "ett pampigt, fullt tidsenligt skolpalats". Skolan hade då 49 klassrum, specialsalar samt en stor aula. Tomtytan var 30 000 kvadratmeter. En utbyggnad på tomten inrymde en speciell tandklinik. Där fanns även skolläkare och skolsköterska. Ett gymnastikhus med fyra gymnastiksalar, badrum och en 17 meter lång simbassäng var projekterat, men ströks ur planerna. 
År 2017 invigdes en konstgräsplan på skolgården. Den kan användas av både skolan och föreningslivet.

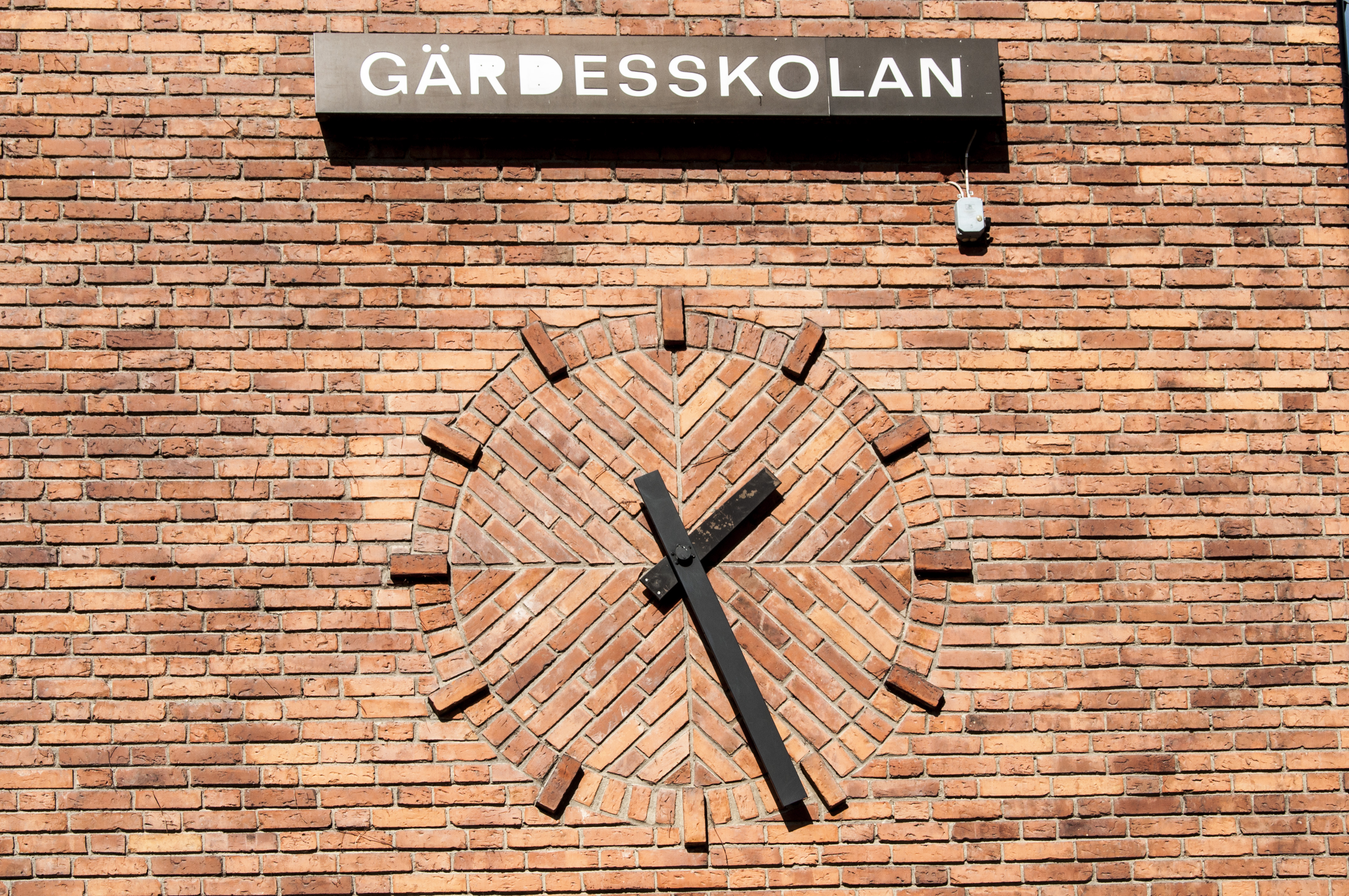
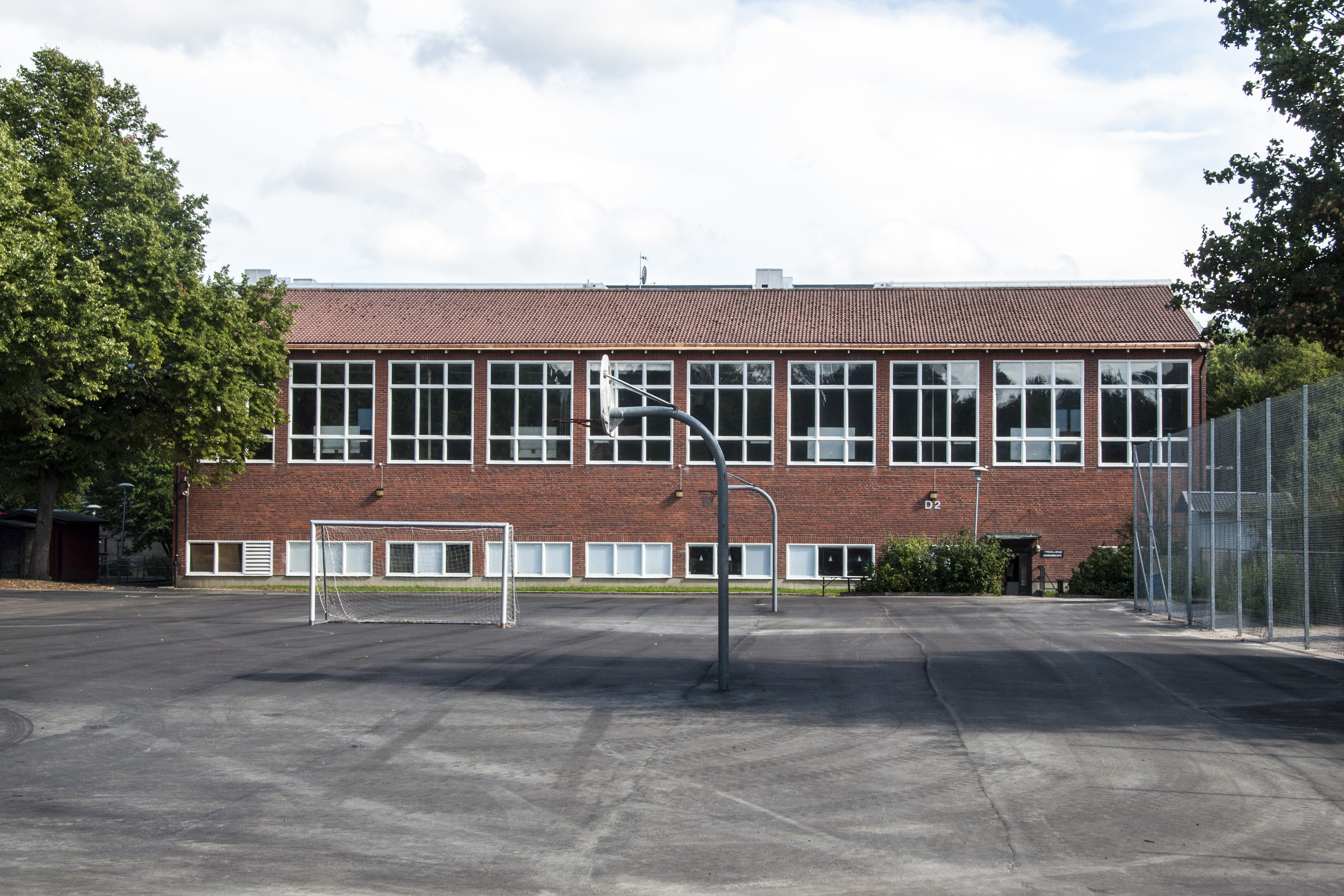
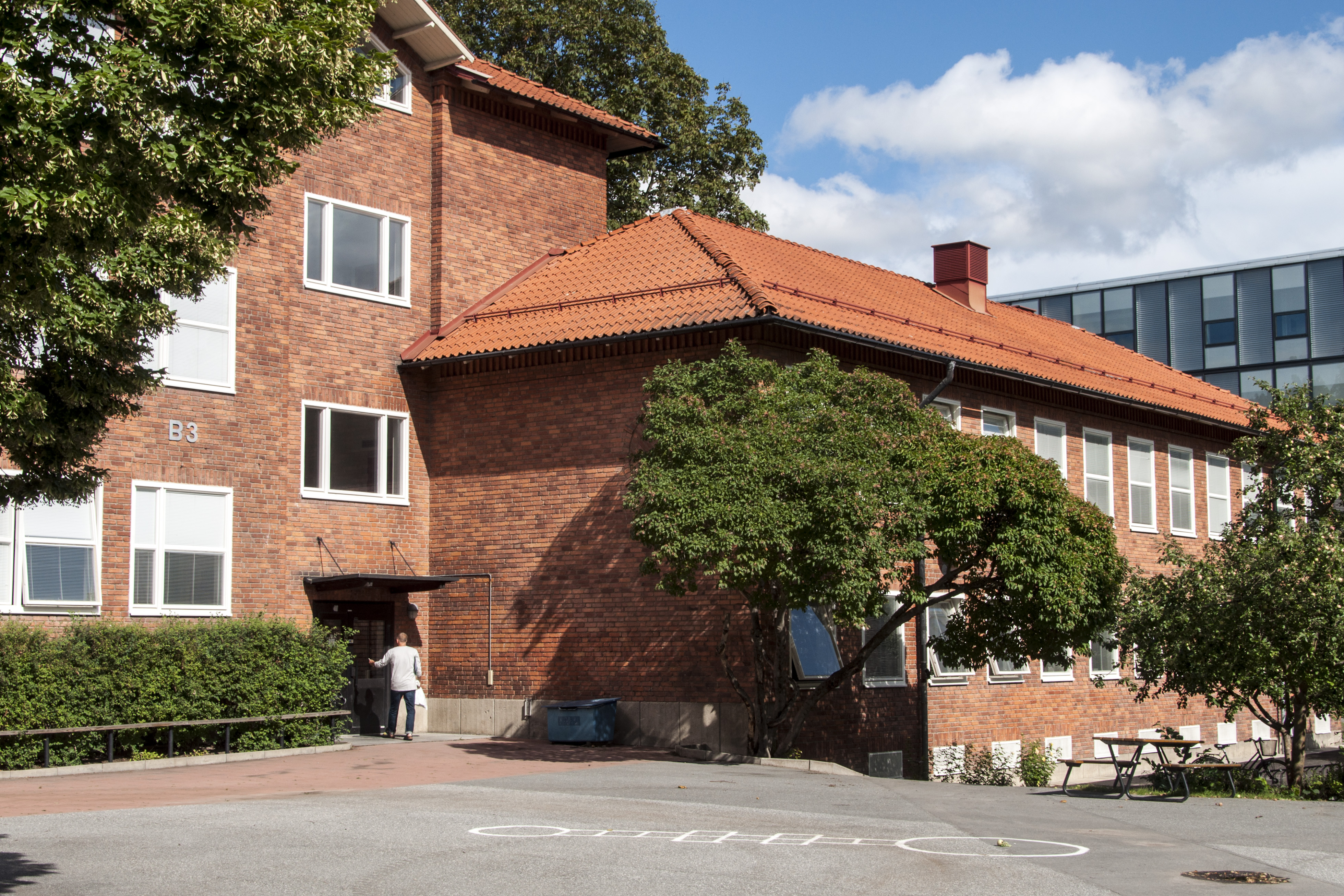
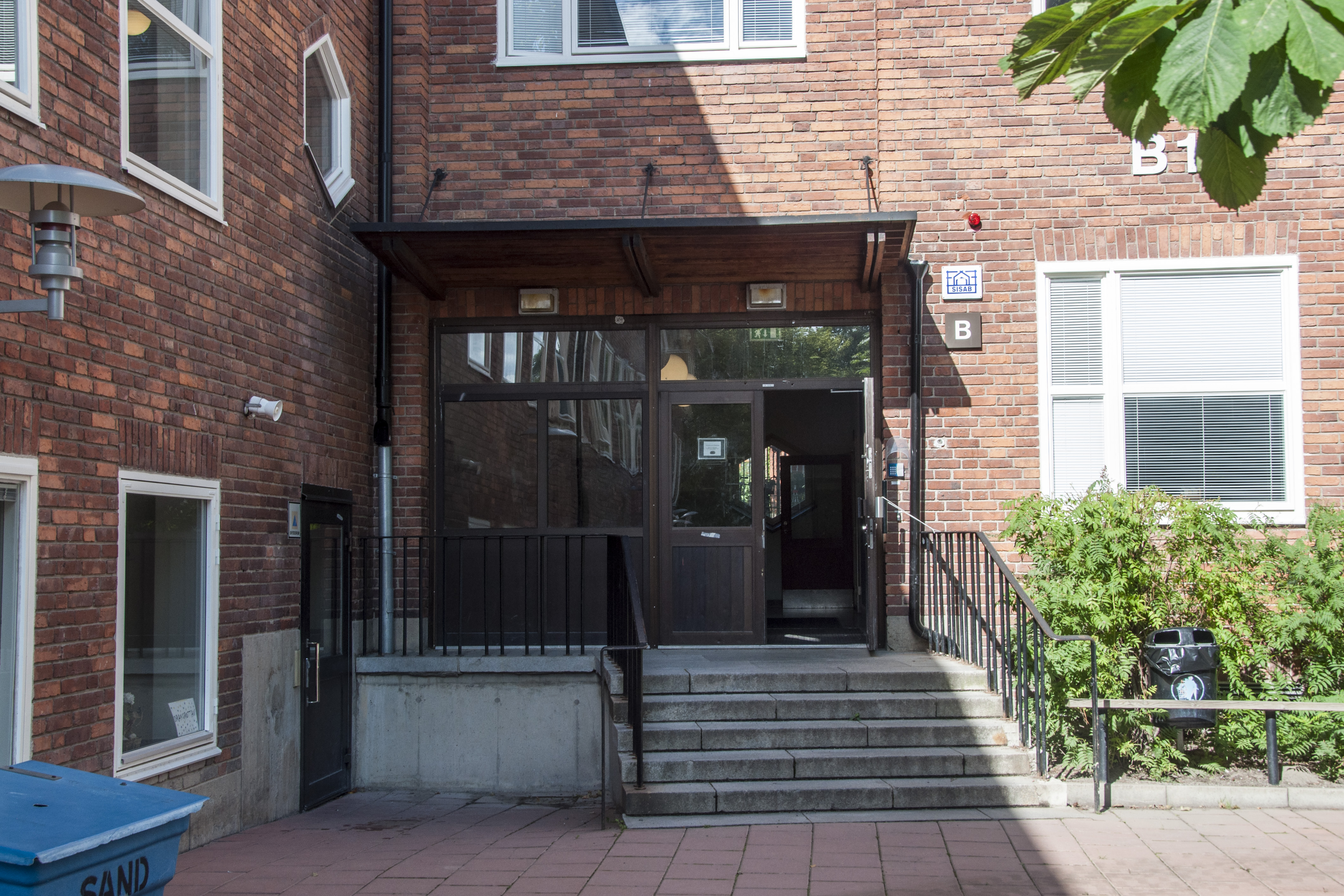